# Lorenzo Marsaglia
Lorenzo Marsaglia (Roma, 16 novembre 1996) è un tuffatore italiano.

## Biografia
Si è formato nella Società Sportiva Lazio Nuoto. Ai Campionati europei di tuffi di Kiev 2017 ha ottenuto il quinto posto nel concorso del trampolino 3 metri sincro in coppia con Gabriele Auber.
Ha rappresentato la nazionale italiana ai campionati mondiali di nuoto di Budapest 2017. È allenato da Benedetta Molaioli.
Si è qualificato alla finale del trampolino 1 metro e 3 metri ai campionati europei di nuoto di Glasgow 2018. Nel  trampolino 1 m e anche nel trampolino 3 metri ha terminato al sesto posto in classifica nelle gare dominate dal britannico Jack Laugher.
Ai campionati europei di tuffi di Kiev 2019 ha vinto la medaglia di bronzo nel trampolino 1 metro, dietro al tedesco Patrick Hausding ed all'ucraino Oleh Kolodij. Ai campionati europei di tuffi di Roma 2022, il 20 agosto ha vinto la medaglia d'oro nel trampolino 3 metri. Nella stessa rassegna continentale conquista anche due argenti, nel trampolino 1 metro e nel sincro 3 metri.
Ai mondiali di Doha 2024 vince la sua prima medaglia a livello intercontinentale, aggiudicandosi l'argento nel sincro 3 metri in coppia con Giovanni Tocci.

## Palmarès
- Mondiali

Doha 2024: argento nel sincro 3m.
- Europei di nuoto/tuffi

Kiev 2019: bronzo nel trampolino 1m.
Roma 2022: oro nel trampolino 3m, argento nel trampolino 1m e nel sincro 3m.
Antalya 2025: argento nel trampolino 1m e nel sincro 3m.
- Giochi europei

Cracovia 2023: argento nella squadra mista e nel sincro 3m, bronzo nel trampolino 1m.
- Universiadi

Taipei 2017: bronzo nel sincro 3m.